# 北海道道558号白滝原野白滝停車場線

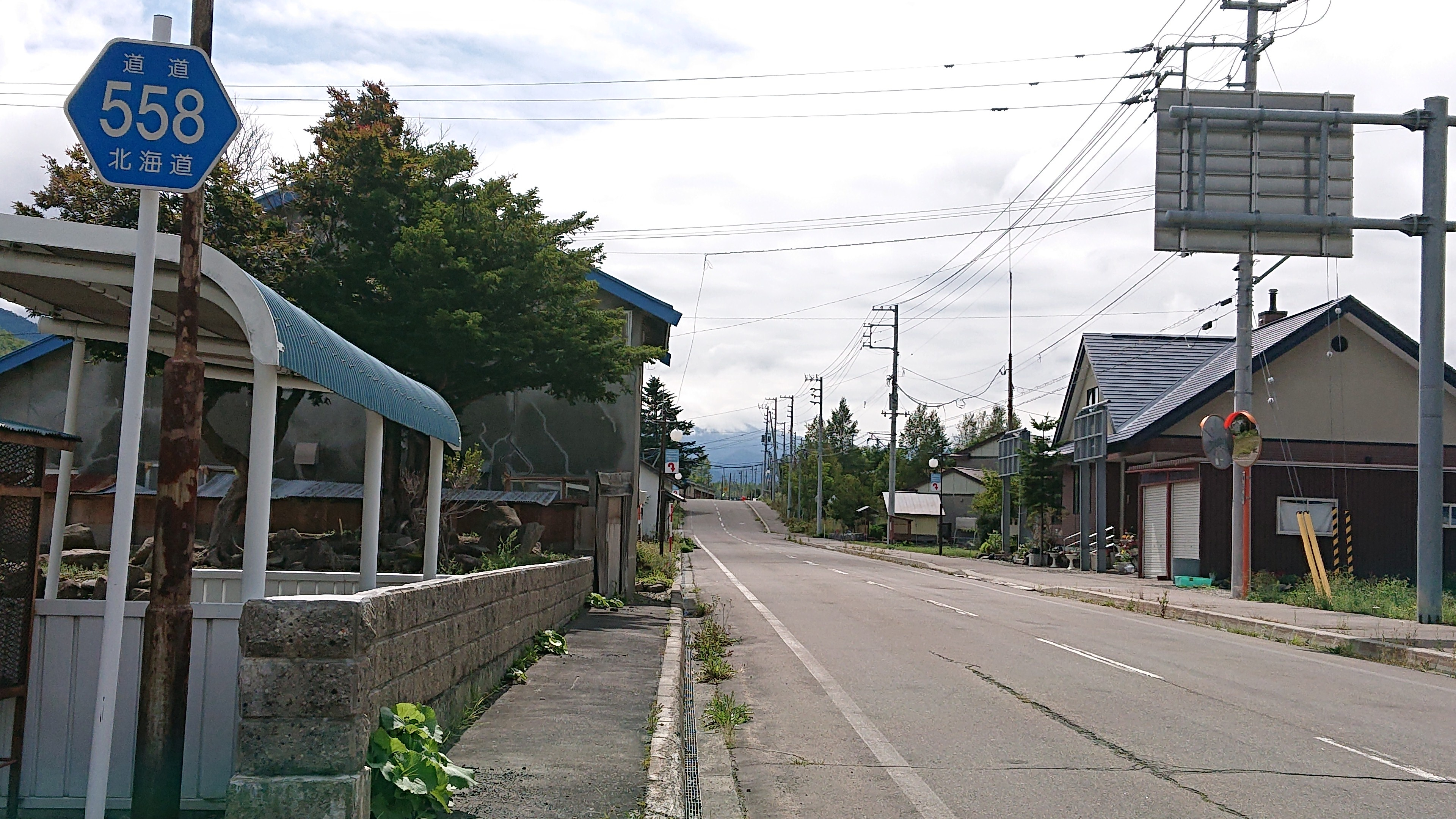
北海道道558号白滝原野白滝停車場線

北海道道558号白滝原野白滝停車場線（ほっかいどうどう558ごう しらたきげんやしらたきていしゃじょうせん）は、北海道紋別郡遠軽町白滝内を結ぶ一般道道（北海道道）である。

## 概要

### 路線データ
- 起点：北海道紋別郡遠軽町白滝上支湧別
- 終点：北海道紋別郡遠軽町白滝709番地先（JR北海道 石北本線 白滝駅）、紋別郡遠軽町白滝88番地先（国道333号、旭川紋別自動車道 白滝IC交点）
- 路線延長：13.1 km

## 歴史
- 1966年（昭和41年）3月31日 - 路線認定[1]。
- 1986年（昭和61年）4月10日 - 路線延長[2]。

当初は起点 - 709番地先（白滝駅）であったが、白滝駅手前の交点から88番地先までの白滝村道（旧国道333号）を新たに認定したため、認定上は終点が2箇所存在する。

## 路線状況

### 冬季通行止区間
- 起点 - 2.3 km（11月下旬 - 4月下旬）

## 地理

### 通過する自治体
- オホーツク総合振興局
  - 紋別郡遠軽町

### 交差する道路
遠軽町
- 旭川紋別自動車道 - 白滝（立体交差）
- 国道333号 - 白滝719番地先
- 国道333号 - 白滝88番地先（終点）
- 旭川紋別自動車道 白滝IC - 白滝88番地先（終点）

### 沿線にある施設など
遠軽町
- 遠軽町立白滝中学校 - 白滝942
- 遠軽町立白滝小学校 - 白滝942-1
- JR北海道 石北本線 白滝駅 - 白滝
- 遠軽警察署白滝駐在所 - 白滝1056-3